# Catlett
Catlett – jednostka osadnicza w Stanach Zjednoczonych, w stanie Wirginia, w hrabstwie Fauquier.